# Synagoga Polska w Wiedniu
Synagoga Polska w Wiedniu (niem. Polnische Schul) – nieistniejąca synagoga, która znajdowała się w Wiedniu, stolicy Austrii, przy Leopoldsgasse 29.

## Historia
Synagoga miała zostać wybudowana w celu zastąpienia szulu, istniejącego wcześniej przy Obere Donaustraße, który stał się za mały dla rozwijającej się społeczności.
Synagoga została zbudowana w latach 1892–1893, według projektu architekta Wilhelma Stiassnego. Kamień węgielny wmurowano pod nią w marcu 1893 roku, a synagogę oddano do użytku we wrześniu tego samego roku. Służyła społeczności polskich Żydów zamieszkałych w Wiedniu, zrzeszonych w ortodoksyjnej kongregacji Beth Israel, założonej w 1882 roku.
Synagoga miała 450 miejsc dla mężczyzn oraz 217 (lub 317) dla kobiet. Została wzniesiona w stylu mauretańskim, wnętrze budynku było bogato udekorowane, w głównej sali bima znajdowała się w centrum, natomiast przy aron ha-kodeszu istniały pokoje przeznaczone dla rabina oraz kantora. Do sali modlitewnej prowadziły wejścia przez podwórze oraz przedsionek synagogi. Została przebudowana w 1926 roku, dobudowano wówczas do niej bibliotekę. Kantorem w synagodze był m.in. Majer Schorr, a synagoga znana była z używania skomponowanej przez niego muzyki.
14 października 1938 roku w synagodze zostały wybite okna, atakowano również uczęszczających do niej Żydów. Podczas nocy kryształowej, 10 listopada 1938 roku synagoga została podpalona i zniszczona. Zwoje Tory zostały wcześniej ukryte w budynku gminy żydowskiej. Ruiny synagogi wyburzono do grudnia 1939 roku.
Działka na której stała synagoga należała do gminy żydowskiej do 1942 roku, wówczas zmuszono ją do sprzedaży działki przedsiębiorstwu „Hollindia” Handelsgesellschaft Lorenz & Co. W 1951 roku, decyzją sądu, została zwrócona wiedeńskiej gminie żydowskiej, która rok później sprzedała ją prywatnemu inwestorowi. W 1961 roku na miejscu synagogi wybudowano budynek mieszkalny.

## Upamiętnienie
Istnienie synagogi upamiętnia tablica pamiątkowa umieszczona na budynku wybudowanym w miejscu synagogi oraz kamień pamięci.